# Miroslav Veruk
Miroslav Veruk (* 9. května 1945 Chotěboř, Československo) je bývalý československý atlet, běžec, který se věnoval sprinterským tratím.
V roce 1966 vybojoval v tehdy západoněmeckém Dortmundu na prvním ročníku evropských halových her (předchůdce halového ME v atletice) společně s Jurajem Demečem, Ladislavem Křížem a Josefem Trousilem stříbrné medaile ve štafetovém běhu na 4×320 metrů (2 kola). V individuálním závodě na 400 metrů skončil v rozběhu. O rok později se evropské halové hry konaly v Praze na Výstavišti, ve sportovní hale (dnes Tipsport arena). V běhu na 400 metrů postoupil do finále, kde doběhnul těsně pod stupni vítězů, na 4. místě.
V letech 1965 – 1966 reprezentoval ve třech mezistátních utkáních.